# Eidan Alber
Eidan Alber (in ebraico איידן אלבר‎?; Tel Aviv, 25 gennaio 2000) è un cestista israeliano.

## Palmarès
- Campionato israeliano: 1

Maccabi Tel Aviv: 2020-21
- Coppa di Israele: 1

Maccabi Tel Aviv: 2020-21
- Coppa di Lega israeliana: 1

Maccabi Tel Aviv: 2020